# 174
174（一百七十四）是173與175之間的自然數。

## 数学领域
- 合數，正因數有1、2、3、6、29、58、87和174。
質因數分解為{\displaystyle 2\times 3\times 29}。
- 第39個過剩數，真因數和為186，盈度為12。前一個為168、下一個為176。
  - 第40個半完全數，和為本身的其中一組因數為29、 58、 87。前一個為168、下一個為176。
- 不尋常數，大於平方根的質因數為29。
- 第20個佩服數，相減後為本身的因數為6。前一個為140、下一個為186。
- 無平方數因數的數。
- 第15個楔形數。前一個為170、下一個為182。
- 第92個十进制的奢侈數。前一個為172、下一個為176。
- 是第24個非歐拉商數。
- 是59邊形數。

## 其他領域
- 日野RK174(後置引擎)及AK174(前置引擎)巴士底盤(出口用，其中RK174多為台灣巴士公司採用)